# Hans Magnus Enzensberger
Hans Magnus Enzensberger (født 11. november 1929 i Kaufbeuren, død 24. november 2022) var en tysk forfatter, digter, oversætter og redaktør. Han skrev også under pseudonymet Andreas Thalmayr. Han har igennem årene udgivet over 70 værker inden for både lyrik, essays og teaterstykker, ligesom han har været oversætter, udgiver og kritiker.
Han debuterede med sin første digtsamling i 1957, og var medlem af forfattersammenslutningen Gruppe 47. Enzensberger omtales som en af Tysklands vigtigste intellektuelle efter den anden verdenskrig, på linje med Günther Grass og Heinrich Böll.
Allerede i 1963 modtog han den fornemme tyske litteraturpris Georg Büchner-prisen, og i 2010 modtog Enzensberger Sonningprisen for sit "europæiske engagement".

## Baggrund
Enzensberger havde tre yngre brødre, blandt andre engelskfilolog Christian Enzensberger, professor i engelsk litteratur, og det tidligere medlem af kollektivet Kommune 1. Han voksede op i en borgerlig familie. Faderen var ingeniør og specialist i telekommunikation.
Han blev udvist fra Hitlerjugend på grund af ulydighed. I 1944, 15 år gammel) blev han indrulleret i Volkssturm og deserterede i krigens slutfase.
Han studerede litteraturvidenskab og filosofi i Erlangen, Freiburg, Hamburg og ved Sorbonne i Paris. I 1955 tog han doktorgraden med et arbejde om poesien til Clemens Brentano. Derefter arbejdede han til 1957 som radioredaktør i Stuttgart. Han deltog på flere møder i Gruppe 47.
Han var først gift med norske Dagrun Kristensen og senere med Maria Makarova fra Rusland. Han boede for det meste i München.

## Virke
Fra 1965 til 1975 udgav Enzensberger ut tidsskriftet Kursbuch (kursbog). Enzensberger havde stor indflydelse på studentbevægelsen med sit værk (specielt Kursbuch). I 1968 hævdede han i et foredrag han holdt i Californien, at retten til kritik kun er en amerikansk luksus, på linje med konsumgoder. Fra 1985 udgav han bogserien Die Andere Bibliothek (det andet bibliotek).
Specielt med teksten Baukasten zu einer Theorie der Medien (Byggeklodser for en teori om medier), udgivet i 1970, analyserede Enzensberger fjernsynet og andre medier. Han betegnede de elektroniske medier som en hovedkraft for bevidsthedsindustrien, som gav dem en omfattende styrings- og kontrolfunktion i det senindustrielle samfund. Enzenbergers mål var en socialistisk teori om medierne.
Han blev bekymret over socialisternes tilbageholdende forhold til medierne. I stedet forlangte han en frigørende omgang med dem. Han så et problem med det han kaldte undertrykkende mediebrug: Et centralstyret program med en sender og flere modtagere, som pacificerer og afpolitiserer konsumenterne. Indholdet blir produceret af specialister, som igen kontrolleres af ejere eller af bureaukratiet. Enzensberger ser alligevel mange større muligheder for de elektroniske medier. Et frigørende mediebrug vil gøre hver modtager også til sender. Tekniske hindringer er kunstig skabte. Ved at ophæve disse hindringer vil masserne blive mobiliseret og politisk inkluderet. Den forretningsmæssige kontrol vil ikke bare komme fra et sted, men via en selvorganiseret forening.
I 1987 brugte han begreberne «Ossie» (beboer i det daværende Øst-Tyskland) og «Wessie» (beboer i det daværende Vest-Tyskland) i prosabindet Ach, Europa! Wahrnehmungen aus sieben Ländern (Ak, Europa! Observationer fra syv lande). I en fiktiv rejseberetning gennem Europa i 2006 beskrev han i et kapitel en fredelig genforening af Tyskland.
I hans Gesammelten Zerstreuungen (Samlede adspredelser) 1988 kaldte han fjernsynet for et nulmedium.
Enzensberger var litteraturreporter og gjorde blandt andre Ryszard Kapuscinski kendt i Tyskland.

## Værker (udvalg)
Bøger udgivet på dansk:
Hammerstein, eller egensindigheden, Åh Europa, Borgerkrigen, Taldjævelen, Mig og Josefine, Tumult, Hvor har du været, Robert?, Det tandløse monster i Bruxelles og Kiosk.
Bøger og digte udgivet på tysk:
- verteidigung der wölfe. Suhrkamp, Frankfurt am Main 1957.
- landessprache. Suhrkamp, Frankfurt am Main 1960.
- Gedichte. Die Entstehung eines Gedichts. Suhrkamp, Frankfurt am Main 1962.
- blindenschrift. Suhrkamp, Frankfurt am Main 1964.
- Mausoleum. 37 Balladen aus der Geschichte des Fortschritts. Suhrkamp, Frankfurt am Main 1975.
- Der Untergang der Titanic. Eine Komödie. Versepos. Suhrkamp, Frankfurt am Main 1978.
- Die Furie des Verschwindens. Gedichte. Suhrkamp, Frankfurt am Main 1980.
- Zukunftsmusik. Suhrkamp, Frankfurt am Main 1991.
- Kiosk. Neue Gedichte. Suhrkamp, Frankfurt am Main 1995.
- Leichter als Luft. Moralische Gedichte. Suhrkamp, Frankfurt am Main 1999, ISBN 978-3-518-41058-5.
- Die Geschichte der Wolken. 99 Meditationen. Suhrkamp, Frankfurt am Main 2003, ISBN 978-3-518-41391-3.
- Rebus. Suhrkamp, Frankfurt am Main 2009, ISBN 978-3-518-42052-2.
- Blauwärts. Ein Ausflug zu dritt. Suhrkamp, Berlin 2013, ISBN 978-3-518-42346-2.
- Wirrwarr. Suhrkamp, Berlin 2020, ISBN 978-3-518-42916-7.

Essays (udvalg)
- Brentanos Poetik. 1961. (Druckfassung der Diss. Erlangen 1955.)
- Einzelheiten. 1962.
- Politik und Verbrechen. 1964.
- Deutschland, Deutschland unter anderm. Äußerungen zur Politik. 1967.
- Staatsgefährdende Umtriebe. Rede zur Verleihung des Nürnberger Literaturpreises, 1968.
- Palaver. Politische Überlegungen 1967–1973. 1974.
- Von der Unaufhaltsamkeit des Kleinbürgertums. Eine soziologische Grille. 1976.
- Politische Brosamen. 1982.
- Ach Europa! Wahrnehmungen aus sieben Ländern. Suhrkamp, 1987.[8]
  - Ach Europa! Wahrnehmungen aus sieben Ländern. Mit einem Epilog aus dem Jahr 2006. Suhrkamp, Frankfurt am Main (= suhrkamp taschenbücher. Band 1690).
- Mittelmaß und Wahn. Gesammelte Zerstreuungen. Suhrkamp, 1988, ISBN 3-518-38300-0.
- Die Große Wanderung. 1992.
- Aussichten auf den Bürgerkrieg. Suhrkamp, Frankfurt am Main 1993, ISBN 3-518-40769-4.
- Zickzack. Aufsätze, 1997.
- Drawbridge Up: Mathematics – A Cultural Anathema / Zugbrücke außer Betrieb: Die Mathematik im Jenseits der Kultur. (dt., engl.) Natick, Mass., Peters, 1999.
- Einladung zu einem Poesie-Automaten. Suhrkamp, 2000.
- Nomaden im Regal. Essays. 2003
- unter dem Pseudonym Andreas Thalmayr: Lyrik nervt! Erste Hilfe für gestresste Leser. 2004.
- unter dem Pseudonym Andreas Thalmayr: Heraus mit der Sprache. Ein bisschen Deutsch für Deutsche, Österreicher, Schweizer und andere Aus- und Inländer. Hanser, München 2004, ISBN 978-3-446-20448-5; als Taschenbuch: dtv München 2008, ISBN 978-3-423-34471-5.
- Schreckens Männer – Versuch über den radikalen Verlierer. Suhrkamp, 2006.
- Im Irrgarten der Intelligenz. Ein Idiotenführer. Zürich 2006. (Schriftenreihe der Vontobel-Stiftung. Nr. 1760.) und edition suhrkamp, 2007, ISBN 978-3-518-12532-8.
- Fortuna und Kalkül – Zwei mathematische Belustigungen. Suhrkamp, Berlin 2009.
- Sanftes Monster Brüssel oder Die Entmündigung Europas. Suhrkamp, Berlin 2011, ISBN 978-3-518-06172-5.
- Enzensbergers Panoptikum: Zwanzig Zehn-Minuten-Essays. Suhrkamp, Berlin 2012, ISBN 978-3-518-06901-1.
- Überlebenskünstler. 99 literarische Vignetten aus dem 20. Jahrhundert. Suhrkamp, Berlin 2018, ISBN 978-3-518-42788-0.
- unter dem Pseudonym Andreas Thalmayr: Schreiben für ewige Anfänger. Ein kurzer Lehrgang. Hanser, München 2018, ISBN 978-3-446-25998-0.
- Eine Experten-Revue in 89 Nummern, Suhrkamp, Berlin 2019, ISBN 978-3-518-42855-9.[9]